# Kvarnåsen
Kvarnåsen is een plaats in de gemeente Norsjö in het landschap Västerbotten en de provincie Västerbottens län in Zweden. De plaats heeft 106 inwoners (2005) en een oppervlakte van 27 hectare. De plaats ligt aan het meer Stor-Raggsjön.

## Verkeer en vervoer
Bij de plaats loopt de Länsväg 365.